# 犬上郡
- 令制国一覧 > 東山道 > 近江国 > 犬上郡
- 日本 > 近畿地方 > 滋賀県 > 犬上郡

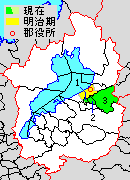
滋賀県犬上郡の位置（1.豊郷町 2.甲良町 3.多賀町 黄：明治期 薄緑：後に他郡から編入した区域）

犬上郡（いぬかみぐん）は、滋賀県（近江国）の郡。
人口19,715人、面積157.2km²、人口密度125人/km²。（2025年7月1日、推計人口）
以下の3町を含む。
- 豊郷町（とよさとちょう）
- 甲良町（こうらちょう）
- 多賀町（たがちょう）

## 郡域
1879年（明治12年）に行政区画として発足した当時の郡域は、下記の区域にあたる。
- 甲良町・多賀町の全域
- 彦根市の大部分（松原町、古沢町、里根町、原町、野田山町より南西かつ三津屋町、日夏町、清崎町、賀田山町、太堂町、安食中町より北東[1]）
- 豊郷町の北東部（安食西・安食南・三ツ池・四十九院・石畑・八目・雨降野・八町）

## 地理
東部地域は南北に走る鈴鹿山脈の西麓にあたり、東麓側にある三重県いなべ市（旧・員弁郡）および岐阜県大垣市上石津地域自治区（旧・養老郡）と県境を接する。主な山として霊仙山と三国岳がある。多賀町域の山間部は石灰岩帯であり、総延長距離全国第4位の大洞窟として知られる鍾乳洞の河内風穴を擁している。
地域は扇状地であり、標高は東に高く、西に低い。最も面積の大きい多賀町は町域の大半が山地であり、平地が少ないのに対して、甲良町と豊郷町は全域が平地である。そして、これらの平地は湖東平野の一部をなしている。
地域の北部を流れる芹川は、霊仙山に発して西進し、彦根市域に入ったのち、琵琶湖に流入する。南部を流れる犬上川は、東方の鈴鹿山脈に発した北谷川と南谷川が多賀町川相（かわない）で合流し、犬上川となって西進。多賀町域から甲良町域・彦根市域を経て琵琶湖に達している。また、最も南部を流れる宇曽川は、鈴鹿山麓の東近江市北東部の永源寺地区の北東に発して西進し、愛知郡愛荘町域・豊郷町域・彦根市域を経て琵琶湖に注ぐ。

## 中世以前
近世以前は、いぬがみのこおり、いぬがみこおり、いぬがみごおり、いぬかみごおり、とも呼ばれた。日本武尊（やまとたけるのみこと）の子・稲依別王の後裔と『記紀』に記載される地方豪族・犬上君（いぬがみのきみ、犬上氏）や、天津彦根命の後裔で三上氏の同族である犬上県主（いぬがみのあがたぬし）らが勢力的地盤としていた地域であり、郡名もそれら氏族の名に由来している。

### 古代
下記の郷が置かれた。
- 多賀郷（たがのごう） / 多可郷（たかのごう）
- 水沼村（みぬまむら） - 現在の多賀町敏満寺字尼子の南部一帯にあった。現存する日本最古の地図の一つであり、現存する世界最古の地籍図の一つとも考えられる「東大寺領近江国水沼村墾田図」（天平勝宝3年〈751年〉に作成された絵地図。正倉院所蔵）で有名[2]。後世、東大寺の荘園となる[3]。
- 甲良郷（かわらのごう）
- 安食郷（あじきのごう、あんじきのごう） - 現・豊郷町域の半分。阿直岐氏の居住地とされる。
- 覇流村（へるむら） - 犬上郡と愛智郡の郡境で琵琶湖と荒神山に挟まれた曽根沼（現在は彦根市に所在）一帯。「東大寺領近江国水沼村墾田図」に記された水沼村と同様、「東大寺近江国開田図」に記述がある。後世、東大寺の荘園となる[3]。

### 中世
下記の荘が置かれた。
- 犬上荘（いぬかみのしょう） - 領家は、広隆寺領、興福寺領、山門家領、ほか。
- 多賀荘 - 領家は多賀神社（現・多賀大社）。
- 水沼荘（みぬまのしょう） - 水沼村を前身とする荘園。領家は東大寺[3]。
- 高宮庄 - 領家は山門領。
- 甲良荘（かわらのしょう） - 尼子郷（尼子氏発祥地）、下之郷（多賀氏の本拠地）、藤堂村（藤堂氏発祥地）、法養寺村（甲良氏発祥地）、ほか。
- 安食荘（あじきのしょう、あんじきのしょう）
- 安養寺荘
- 覇流荘（へるのしょう） - 覇流村を前身とする荘園。領家は東大寺[3]。

## 近世以降

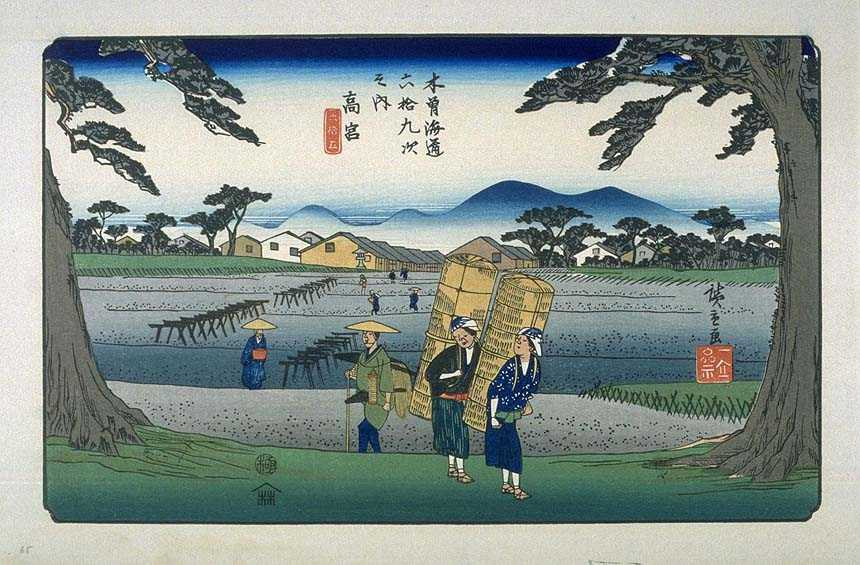
『木曽海道六拾九次之内 高宮』
天保6 - 8年（1835年-1837年）頃、歌川広重

江戸時代には中山道が郡の中央を南北に走り、犬上郡内の宿場としては高宮宿（64番目、現・彦根市高宮町）が設けられていた。また、旧・坂田郡の鳥居本宿（63番目、現・彦根市鳥居本町）を北の起点として始まる朝鮮人街道も郡内を通っていた。ただしこれらの全ては現在、近代になって犬上郡から分かれた彦根市の市域となっている。

### 近代以降の沿革
- 明治初年時点で、全域が彦根藩領であった。「旧高旧領取調帳」に記載されている村は以下の通り。●は村内に寺社領が存在。（1町124村）

彦根町、後三条村、松原村、中藪村、長曽根村、里根村、大藪村、開出今村、野瀬村、宇尾村、八坂村、甘呂村、西今村、竹ヶ鼻村、平田村、小泉村、岡村、東沼波村、正法寺村、戸賀村、山之脇村、西沼波村、地蔵村、高宮村、野田山村、土田村、月ノ木村、小林村、曽我村、久徳村、大堀村、中川原村、一円村、栗栖村、八重練村、●多賀村、敏満寺村、四手村、大岡村、猿木村、大尼子村、今畑村、落合村、入谷村、桃原村、杉村、甲頭倉村、屏風村、後谷村、水谷村、保月村、河内村、五僧村、向ノ倉村、富之尾村、藤瀬村、川相村、霜ヶ原村、霜ヶ原村出屋敷、佐目村、南後谷村、大君ヶ畑村、萱原村、一ノ瀬村、大杉村、小原村、仏ヶ後村、樋田村、長寺村、金屋村、●池寺村、北落村、小川原村、楢崎村、横関村、正楽寺村、法養寺村、在士村、下之郷村、八目村、雨降野村、尼子村、八町村、石畑村、四十九院村、南川瀬村、川瀬馬場村、野口村、極楽寺村、葛籠町村、西葛籠町村、森堂村、法士村、普賢寺村、蓮台寺村、堀村、金剛寺村、辻堂村、太堂村、明福寺村、楡村、安食中村、安食西村、安食南村、北山崎村、大山崎村、小山崎村、小田部村、茂賀村、●清水村、島村、中沢村、泉村、妙楽寺村、安田村、筒井村、五僧田村、寺村、須越村、三津屋村、大橋村、大橋中村、外町村、安清村、出町村
- 明治4年
  - 7月14日（1871年8月29日） - 廃藩置県により彦根県の管轄となる。
  - 11月22日（1872年1月2日） - 第1次府県統合により長浜県の管轄となる。
- 明治5年
  - 2月27日（1872年4月4日） - 長浜県が改称して犬上県となる。
  - 9月28日（1872年10月30日） - 滋賀県の管轄となる。
- 明治7年（1874年）（1町110村）
  - 5月
    - 彦根町の一部[11]が分立して古沢村となる。
    - 明福寺村・楡村・安食中村が合併して千尋村となる。
    - 大山崎村・小山崎村・小田部村・茂賀村が合併して賀田山村となる。
    - 大橋村・大橋中村・外町村が合併して芹川村となる。

  - 10月
    - 普賢寺村の一部[12]が分立して広野村となる。
    - 中藪村・長曽根村が合併して中根村となる。

  - 霜ヶ原村出屋敷が霜ヶ原村から正式に独立して壺村となる。
  - 安食南村の一部が分立して三ツ池村となる。
  - 高宮村の一部が分立して呉竹村となる。
  - 小林村・曽我村が合併して木曽村となる。
  - 今畑村・落合村・入谷村が合併して霊仙村となる。
  - 島村・中沢村・泉村・妙楽寺村・安田村・筒井村・五僧田村・寺村が合併して日夏村となる。
- 明治12年（1879年）（1町107村）
  - 3月
    - 法士村・普賢寺村が合併して犬方村となる。
    - 北山崎村・清水村が合併して清崎村となる。

  - 5月16日 - 郡区町村編制法の滋賀県での施行により、行政区画としての犬上郡が発足。郡役所が彦根町に設置。
  - 11月 - 芹川村の一部が彦根町に編入[13]。
  - 大尼子村が多賀村に合併。
- 明治14年（1881年）2月 - 中根村が分割されて中藪村・長曽根村となる。（1町108村）
- 明治19年（1886年）9月 - 千尋村の一部が分立して楡村・安食中村となる。（1町110村）

### 町村制以降の沿革

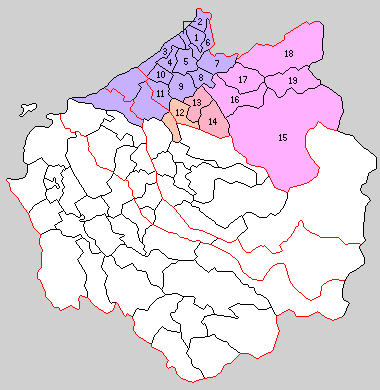
1.彦根町 2.北青柳村 3.磯田村 4.南青柳村 5.福満村 6.青波村 7.千本村 8.高宮町 9.川瀬村 10.日夏村 11.安水村 12.豊郷村 13.西甲良村 14.東甲良村 15.大滝村 16.多賀村 17.久徳村 18.芹谷村 19.脇ヶ畑村（紫：彦根市 桃：多賀町 赤：甲良町 橙：豊郷町）

- 明治22年（1889年）4月1日 - 町村制の施行により、以下の町村が発足。（1町18村）
  - 彦根町（彦根町[14]が単独町制。現・彦根市）
  - 北青柳村 ← 中藪村、長曽根村、松原村（現・彦根市）
  - 磯田村 ← 八坂村、大藪村、須越村、三津屋村（現・彦根市）
  - 南青柳村 ← 甘呂村、開出今村（現・彦根市）
  - 福満村 ← 竹ヶ鼻村、宇尾村、西今村、野瀬村、戸賀村、平田村、小泉村（現・彦根市）
  - 青波村 ← 岡村、山之脇村、後三条村、芹川村、里根村、安清村、古沢村（現・彦根市）
  - 千本村 ← 野田山村、正法寺村、大堀村、東沼波村、西沼波村、地蔵村（現・彦根市）
  - 高宮村（単独村制。現・彦根市）
  - 川瀬村 ← 蓮台寺村、辻堂村、極楽寺村、森堂村、金剛寺村、堀村、広野村、犬方村、川瀬馬場村、南川瀬村、野口村、西葛籠町村、葛籠町村、出町村（現・彦根市）
  - 日夏村（単独村制。現・彦根市）
  - 安水村 ← 清崎村、賀田山村、安食中村、楡村、太堂村、千尋村（現・彦根市）
  - 豊郷村 ← 安食西村、安食南村、三ツ池村、四十九院村、石畑村、八目村、雨降野村、八町村（現・豊郷町）
  - 西甲良村 ← 尼子村、在士村、下之郷村、小川原村、呉竹村（現・甲良町）
  - 東甲良村 ← 横関村、北落村、法養寺村、長寺村、金屋村、池寺村、正楽寺村（現・甲良町）
  - 大滝村 ← 藤瀬村、川相村、一ノ瀬村、仏ヶ後村、大杉村、樋田村、萱原村、楢崎村、壷村、小原村、霜ヶ原村、南後谷村、佐目村、大君ヶ畑村、富之尾村（現・多賀町）
  - 多賀村 ← 四手村、多賀村、敏満寺村、土田村、猿木村（現・多賀町）
  - 久徳村 ← 八重練村、大岡村、栗栖村、一円村、久徳村、月ノ木村、中川原村、木曽村（現・多賀町）
  - 芹谷村 ← 水谷村、桃原村、屏風村、後谷村、向之倉村、甲頭倉村、河内村、霊仙村（現・多賀町）
  - 脇ヶ畑村 ← 杉村、保月村、五僧村（現・多賀町）
- 明治23年（1890年）8月16日 - 川瀬村が改称して河瀬村となる。
- 明治24年（1891年）5月6日 - 北青柳村が分割され、一部（松原）に松原村、残部に改めて北青柳村が発足。（1町19村）
- 明治25年（1892年）6月25日 - 安水村が改称して亀山村となる。
- 明治31年（1898年）4月1日 - 郡制を施行。
- 大正元年（1912年）9月10日 - 高宮村が町制施行して高宮町となる。（2町18村）
- 大正12年（1923年）4月1日 - 郡会が廃止。郡役所は存続。
- 大正15年（1926年）7月1日 - 郡役所が廃止。以降は地域区分名称となる。
- 昭和12年（1937年）2月11日 - 彦根町・松原村・青波村・北青柳村・福満村・千本村が合併して彦根市が発足し、郡より離脱。（1町13村）
- 昭和16年（1941年）11月3日 - 多賀村・久徳村・芹谷村が合併して多賀町が発足。（2町10村）
- 昭和17年（1942年）6月10日 - 磯田村・南青柳村が彦根市に編入。（2町8村）
- 昭和25年（1950年）4月1日 - 日夏村が彦根市に編入。（2町7村）
- 昭和30年（1955年）4月1日
  - 東甲良村・西甲良村が合併して甲良町が発足。（3町5村）
  - 多賀町・大滝村・脇ヶ畑村が合併し、改めて多賀町が発足。（3町3村）
- 昭和31年（1956年）9月30日（3町1村）
  - 河瀬村・亀山村が彦根市に編入。
  - 豊郷村が愛知郡日枝村と合併し、改めて犬上郡豊郷村が発足。
- 昭和32年（1957年）4月3日 - 高宮町が彦根市に編入。（2町1村）
- 昭和46年（1971年）2月11日 - 豊郷村が町制施行して豊郷町となる。（3町）

### 変遷表
| 明治以前       | 明治以前       | 明治初年 - 明治11年       | 明治12年 - 明治22年       | 明治22年 4月1日 町村制施行 | 明治22年 - 大正15年         | 昭和元年 - 昭和19年          | 昭和20年 - 昭和39年          | 昭和40年 - 昭和64年         | 平成元年 - 現在 | 現在   |
| -------------- | -------------- | ------------------------- | ------------------------- | -------------------------- | --------------------------- | ---------------------------- | ---------------------------- | --------------------------- | --------------- | ------ |
| 彦根町         | 一部を除く     | 彦根町                    | 彦根町                    | 彦根町                     | 彦根町                      | 昭和12年2月11日 彦根市       | 彦根市                       | 彦根市                      | 彦根市          | 彦根市 |
| 彦根町         | 一部           | 明治7年5月 分立 古沢村    | 古沢村                    | 青波村                     | 青波村                      | 昭和12年2月11日 彦根市       | 彦根市                       | 彦根市                      | 彦根市          | 彦根市 |
| 岡村           | 岡村           | 岡村                      | 岡村                      | 青波村                     | 青波村                      | 昭和12年2月11日 彦根市       | 彦根市                       | 彦根市                      | 彦根市          | 彦根市 |
| 山之脇村       | 山之脇村       | 山之脇村                  | 山之脇村                  | 青波村                     | 青波村                      | 昭和12年2月11日 彦根市       | 彦根市                       | 彦根市                      | 彦根市          | 彦根市 |
| 後三条村       | 後三条村       | 後三条村                  | 後三条村                  | 青波村                     | 青波村                      | 昭和12年2月11日 彦根市       | 彦根市                       | 彦根市                      | 彦根市          | 彦根市 |
| 大橋村         | 大橋村         | 明治7年5月 芹川村         | 芹川村                    | 青波村                     | 青波村                      | 昭和12年2月11日 彦根市       | 彦根市                       | 彦根市                      | 彦根市          | 彦根市 |
| 大橋中村       |                | 明治7年5月 芹川村         | 芹川村                    | 青波村                     | 青波村                      | 昭和12年2月11日 彦根市       | 彦根市                       | 彦根市                      | 彦根市          | 彦根市 |
| 外町村         |                | 明治7年5月 芹川村         | 芹川村                    | 青波村                     | 青波村                      | 昭和12年2月11日 彦根市       | 彦根市                       | 彦根市                      | 彦根市          | 彦根市 |
| 里根村         | 里根村         | 里根村                    | 里根村                    | 青波村                     | 青波村                      | 昭和12年2月11日 彦根市       | 彦根市                       | 彦根市                      | 彦根市          | 彦根市 |
| 安清村         | 安清村         | 安清村                    | 安清村                    | 青波村                     | 青波村                      | 昭和12年2月11日 彦根市       | 彦根市                       | 彦根市                      | 彦根市          | 彦根市 |
| 中藪村         | 中藪村         | 明治7年10月 中根村        | 明治14年2月 中藪村        | 北青柳村                   | 北青柳村                    | 昭和12年2月11日 彦根市       | 彦根市                       | 彦根市                      | 彦根市          | 彦根市 |
| 長曽根村       | 長曽根村       | 明治7年10月 中根村        | 明治14年2月 長曽根村      | 北青柳村                   | 北青柳村                    | 昭和12年2月11日 彦根市       | 彦根市                       | 彦根市                      | 彦根市          | 彦根市 |
| 松原村         | 松原村         | 松原村                    | 松原村                    | 北青柳村                   | 明治24年5月6日 分立 松原村  | 昭和12年2月11日 彦根市       | 彦根市                       | 彦根市                      | 彦根市          | 彦根市 |
| 竹ヶ鼻村       | 竹ヶ鼻村       | 竹ヶ鼻村                  | 竹ヶ鼻村                  | 福満村                     | 福満村                      | 昭和12年2月11日 彦根市       | 彦根市                       | 彦根市                      | 彦根市          | 彦根市 |
| 宇尾村         | 宇尾村         | 宇尾村                    | 宇尾村                    | 福満村                     | 福満村                      | 昭和12年2月11日 彦根市       | 彦根市                       | 彦根市                      | 彦根市          | 彦根市 |
| 西今村         | 西今村         | 西今村                    | 西今村                    | 福満村                     | 福満村                      | 昭和12年2月11日 彦根市       | 彦根市                       | 彦根市                      | 彦根市          | 彦根市 |
| 野瀬村         | 野瀬村         | 野瀬村                    | 野瀬村                    | 福満村                     | 福満村                      | 昭和12年2月11日 彦根市       | 彦根市                       | 彦根市                      | 彦根市          | 彦根市 |
| 戸賀村         | 戸賀村         | 戸賀村                    | 戸賀村                    | 福満村                     | 福満村                      | 昭和12年2月11日 彦根市       | 彦根市                       | 彦根市                      | 彦根市          | 彦根市 |
| 平田村         | 平田村         | 平田村                    | 平田村                    | 福満村                     | 福満村                      | 昭和12年2月11日 彦根市       | 彦根市                       | 彦根市                      | 彦根市          | 彦根市 |
| 小泉村         | 小泉村         | 小泉村                    | 小泉村                    | 福満村                     | 福満村                      | 昭和12年2月11日 彦根市       | 彦根市                       | 彦根市                      | 彦根市          | 彦根市 |
| 野田山村       | 野田山村       | 野田山村                  | 野田山村                  | 千本村                     | 千本村                      | 昭和12年2月11日 彦根市       | 彦根市                       | 彦根市                      | 彦根市          | 彦根市 |
| 正法寺村       | 正法寺村       | 正法寺村                  | 正法寺村                  | 千本村                     | 千本村                      | 昭和12年2月11日 彦根市       | 彦根市                       | 彦根市                      | 彦根市          | 彦根市 |
| 大堀村         | 大堀村         | 大堀村                    | 大堀村                    | 千本村                     | 千本村                      | 昭和12年2月11日 彦根市       | 彦根市                       | 彦根市                      | 彦根市          | 彦根市 |
| 東沼波村       | 東沼波村       | 東沼波村                  | 東沼波村                  | 千本村                     | 千本村                      | 昭和12年2月11日 彦根市       | 彦根市                       | 彦根市                      | 彦根市          | 彦根市 |
| 西沼波村       | 西沼波村       | 西沼波村                  | 西沼波村                  | 千本村                     | 千本村                      | 昭和12年2月11日 彦根市       | 彦根市                       | 彦根市                      | 彦根市          | 彦根市 |
| 地蔵村         | 地蔵村         | 地蔵村                    | 地蔵村                    | 千本村                     | 千本村                      | 昭和12年2月11日 彦根市       | 彦根市                       | 彦根市                      | 彦根市          | 彦根市 |
| 八坂村         | 八坂村         | 八坂村                    | 八坂村                    | 磯田村                     | 磯田村                      | 昭和17年6月10日 彦根市に編入 | 彦根市                       | 彦根市                      | 彦根市          | 彦根市 |
| 大藪村         | 大藪村         | 大藪村                    | 大藪村                    | 磯田村                     | 磯田村                      | 昭和17年6月10日 彦根市に編入 | 彦根市                       | 彦根市                      | 彦根市          | 彦根市 |
| 須越村         | 須越村         | 須越村                    | 須越村                    | 磯田村                     | 磯田村                      | 昭和17年6月10日 彦根市に編入 | 彦根市                       | 彦根市                      | 彦根市          | 彦根市 |
| 三津屋村       | 三津屋村       | 三津屋村                  | 三津屋村                  | 磯田村                     | 磯田村                      | 昭和17年6月10日 彦根市に編入 | 彦根市                       | 彦根市                      | 彦根市          | 彦根市 |
| 甘呂村         | 甘呂村         | 甘呂村                    | 甘呂村                    | 南青柳村                   | 南青柳村                    | 昭和17年6月10日 彦根市に編入 | 彦根市                       | 彦根市                      | 彦根市          | 彦根市 |
| 開出今村       | 開出今村       | 開出今村                  | 開出今村                  | 南青柳村                   | 南青柳村                    | 昭和17年6月10日 彦根市に編入 | 彦根市                       | 彦根市                      | 彦根市          | 彦根市 |
| 島村           | 島村           | 明治7年 日夏村            | 日夏村                    | 日夏村                     | 日夏村                      | 日夏村                       | 昭和25年4月1日 彦根市に編入  | 彦根市                      | 彦根市          | 彦根市 |
| 中沢村         |                | 明治7年 日夏村            | 日夏村                    | 日夏村                     | 日夏村                      | 日夏村                       | 昭和25年4月1日 彦根市に編入  | 彦根市                      | 彦根市          | 彦根市 |
| 泉村           |                | 明治7年 日夏村            | 日夏村                    | 日夏村                     | 日夏村                      | 日夏村                       | 昭和25年4月1日 彦根市に編入  | 彦根市                      | 彦根市          | 彦根市 |
| 妙楽寺村       |                | 明治7年 日夏村            | 日夏村                    | 日夏村                     | 日夏村                      | 日夏村                       | 昭和25年4月1日 彦根市に編入  | 彦根市                      | 彦根市          | 彦根市 |
| 安田村         |                | 明治7年 日夏村            | 日夏村                    | 日夏村                     | 日夏村                      | 日夏村                       | 昭和25年4月1日 彦根市に編入  | 彦根市                      | 彦根市          | 彦根市 |
| 筒井村         |                | 明治7年 日夏村            | 日夏村                    | 日夏村                     | 日夏村                      | 日夏村                       | 昭和25年4月1日 彦根市に編入  | 彦根市                      | 彦根市          | 彦根市 |
| 五僧田村       |                | 明治7年 日夏村            | 日夏村                    | 日夏村                     | 日夏村                      | 日夏村                       | 昭和25年4月1日 彦根市に編入  | 彦根市                      | 彦根市          | 彦根市 |
| 寺村           |                | 明治7年 日夏村            | 日夏村                    | 日夏村                     | 日夏村                      | 日夏村                       | 昭和25年4月1日 彦根市に編入  | 彦根市                      | 彦根市          | 彦根市 |
| 蓮台寺村       | 蓮台寺村       | 蓮台寺村                  | 蓮台寺村                  | 川瀬村                     | 明治23年8月16日 改称 河瀬村 | 河瀬村                       | 昭和31年9月30日 彦根市に編入 | 彦根市                      | 彦根市          | 彦根市 |
| 辻堂村         | 辻堂村         | 辻堂村                    | 辻堂村                    | 川瀬村                     | 明治23年8月16日 改称 河瀬村 | 河瀬村                       | 昭和31年9月30日 彦根市に編入 | 彦根市                      | 彦根市          | 彦根市 |
| 極楽寺村       | 極楽寺村       | 極楽寺村                  | 極楽寺村                  | 川瀬村                     | 明治23年8月16日 改称 河瀬村 | 河瀬村                       | 昭和31年9月30日 彦根市に編入 | 彦根市                      | 彦根市          | 彦根市 |
| 森堂村         | 森堂村         | 森堂村                    | 森堂村                    | 川瀬村                     | 明治23年8月16日 改称 河瀬村 | 河瀬村                       | 昭和31年9月30日 彦根市に編入 | 彦根市                      | 彦根市          | 彦根市 |
| 金剛寺村       | 金剛寺村       | 金剛寺村                  | 金剛寺村                  | 川瀬村                     | 明治23年8月16日 改称 河瀬村 | 河瀬村                       | 昭和31年9月30日 彦根市に編入 | 彦根市                      | 彦根市          | 彦根市 |
| 堀村           | 堀村           | 堀村                      | 堀村                      | 川瀬村                     | 明治23年8月16日 改称 河瀬村 | 河瀬村                       | 昭和31年9月30日 彦根市に編入 | 彦根市                      | 彦根市          | 彦根市 |
| 法士村         | 法士村         | 法士村                    | 明治12年3月 犬方村        | 川瀬村                     | 明治23年8月16日 改称 河瀬村 | 河瀬村                       | 昭和31年9月30日 彦根市に編入 | 彦根市                      | 彦根市          | 彦根市 |
| 普賢寺村       | 一部を除く     | 普賢寺村                  | 明治12年3月 犬方村        | 川瀬村                     | 明治23年8月16日 改称 河瀬村 | 河瀬村                       | 昭和31年9月30日 彦根市に編入 | 彦根市                      | 彦根市          | 彦根市 |
| 普賢寺村       | 一部           | 明治7年10月 分立 広野村   | 広野村                    | 川瀬村                     | 明治23年8月16日 改称 河瀬村 | 河瀬村                       | 昭和31年9月30日 彦根市に編入 | 彦根市                      | 彦根市          | 彦根市 |
| 川瀬馬場村     | 川瀬馬場村     | 川瀬馬場村                | 川瀬馬場村                | 川瀬村                     | 明治23年8月16日 改称 河瀬村 | 河瀬村                       | 昭和31年9月30日 彦根市に編入 | 彦根市                      | 彦根市          | 彦根市 |
| 南川瀬村       | 南川瀬村       | 南川瀬村                  | 南川瀬村                  | 川瀬村                     | 明治23年8月16日 改称 河瀬村 | 河瀬村                       | 昭和31年9月30日 彦根市に編入 | 彦根市                      | 彦根市          | 彦根市 |
| 野口村         | 野口村         | 野口村                    | 野口村                    | 川瀬村                     | 明治23年8月16日 改称 河瀬村 | 河瀬村                       | 昭和31年9月30日 彦根市に編入 | 彦根市                      | 彦根市          | 彦根市 |
| 西葛籠町村     | 西葛籠町村     | 西葛籠町村                | 西葛籠町村                | 川瀬村                     | 明治23年8月16日 改称 河瀬村 | 河瀬村                       | 昭和31年9月30日 彦根市に編入 | 彦根市                      | 彦根市          | 彦根市 |
| 葛籠町村       | 葛籠町村       | 葛籠町村                  | 葛籠町村                  | 川瀬村                     | 明治23年8月16日 改称 河瀬村 | 河瀬村                       | 昭和31年9月30日 彦根市に編入 | 彦根市                      | 彦根市          | 彦根市 |
| 出町村         | 出町村         | 出町村                    | 出町村                    | 川瀬村                     | 明治23年8月16日 改称 河瀬村 | 河瀬村                       | 昭和31年9月30日 彦根市に編入 | 彦根市                      | 彦根市          | 彦根市 |
| 北山崎村       | 北山崎村       | 北山崎村                  | 明治12年3月 清崎村        | 安水村                     | 明治25年6月25日 改称 亀山村 | 亀山村                       | 昭和31年9月30日 彦根市に編入 | 彦根市                      | 彦根市          | 彦根市 |
| 清水村         | 清水村         | 清水村                    | 明治12年3月 清崎村        | 安水村                     | 明治25年6月25日 改称 亀山村 | 亀山村                       | 昭和31年9月30日 彦根市に編入 | 彦根市                      | 彦根市          | 彦根市 |
| 大山崎村       | 大山崎村       | 明治7年5月 賀田山村       | 賀田山村                  | 安水村                     | 明治25年6月25日 改称 亀山村 | 亀山村                       | 昭和31年9月30日 彦根市に編入 | 彦根市                      | 彦根市          | 彦根市 |
| 小山崎村       |                | 明治7年5月 賀田山村       | 賀田山村                  | 安水村                     | 明治25年6月25日 改称 亀山村 | 亀山村                       | 昭和31年9月30日 彦根市に編入 | 彦根市                      | 彦根市          | 彦根市 |
| 小田部村       |                | 明治7年5月 賀田山村       | 賀田山村                  | 安水村                     | 明治25年6月25日 改称 亀山村 | 亀山村                       | 昭和31年9月30日 彦根市に編入 | 彦根市                      | 彦根市          | 彦根市 |
| 茂賀村         |                | 明治7年5月 賀田山村       | 賀田山村                  | 安水村                     | 明治25年6月25日 改称 亀山村 | 亀山村                       | 昭和31年9月30日 彦根市に編入 | 彦根市                      | 彦根市          | 彦根市 |
| 明福寺村       | 明福寺村       | 明治7年5月 千尋村         | 千尋村                    | 安水村                     | 明治25年6月25日 改称 亀山村 | 亀山村                       | 昭和31年9月30日 彦根市に編入 | 彦根市                      | 彦根市          | 彦根市 |
| 安食中村       | 安食中村       | 明治7年5月 千尋村         | 明治19年9月 分立 安食中村 | 安水村                     | 明治25年6月25日 改称 亀山村 | 亀山村                       | 昭和31年9月30日 彦根市に編入 | 彦根市                      | 彦根市          | 彦根市 |
| 楡村           | 楡村           | 明治7年5月 千尋村         | 明治19年9月 分立 楡村     | 安水村                     | 明治25年6月25日 改称 亀山村 | 亀山村                       | 昭和31年9月30日 彦根市に編入 | 彦根市                      | 彦根市          | 彦根市 |
| 太堂村         | 太堂村         | 太堂村                    | 太堂村                    | 安水村                     | 明治25年6月25日 改称 亀山村 | 亀山村                       | 昭和31年9月30日 彦根市に編入 | 彦根市                      | 彦根市          | 彦根市 |
| 高宮村         | 高宮村         | 高宮村                    | 高宮村                    | 高宮村                     | 大正元年9月10日 町制 高宮町 | 高宮町                       | 昭和32年4月3日 彦根市に編入  | 彦根市                      | 彦根市          | 彦根市 |
| 高宮村         | 高宮村         | 明治7年 分立 呉竹村       | 呉竹村                    | 西甲良村                   | 西甲良村                    | 西甲良村                     | 昭和30年4月1日 甲良町        | 甲良町                      | 甲良町          | 甲良町 |
| 尼子村         | 尼子村         | 尼子村                    | 尼子村                    | 西甲良村                   | 西甲良村                    | 西甲良村                     | 昭和30年4月1日 甲良町        | 甲良町                      | 甲良町          | 甲良町 |
| 在士村         | 在士村         | 在士村                    | 在士村                    | 西甲良村                   | 西甲良村                    | 西甲良村                     | 昭和30年4月1日 甲良町        | 甲良町                      | 甲良町          | 甲良町 |
| 下之郷村       | 下之郷村       | 下之郷村                  | 下之郷村                  | 西甲良村                   | 西甲良村                    | 西甲良村                     | 昭和30年4月1日 甲良町        | 甲良町                      | 甲良町          | 甲良町 |
| 小川原村       | 小川原村       | 小川原村                  | 小川原村                  | 西甲良村                   | 西甲良村                    | 西甲良村                     | 昭和30年4月1日 甲良町        | 甲良町                      | 甲良町          | 甲良町 |
| 横関村         | 横関村         | 横関村                    | 横関村                    | 東甲良村                   | 東甲良村                    | 東甲良村                     | 昭和30年4月1日 甲良町        | 甲良町                      | 甲良町          | 甲良町 |
| 北落村         | 北落村         | 北落村                    | 北落村                    | 東甲良村                   | 東甲良村                    | 東甲良村                     | 昭和30年4月1日 甲良町        | 甲良町                      | 甲良町          | 甲良町 |
| 法養寺村       | 法養寺村       | 法養寺村                  | 法養寺村                  | 東甲良村                   | 東甲良村                    | 東甲良村                     | 昭和30年4月1日 甲良町        | 甲良町                      | 甲良町          | 甲良町 |
| 長寺村         | 長寺村         | 長寺村                    | 長寺村                    | 東甲良村                   | 東甲良村                    | 東甲良村                     | 昭和30年4月1日 甲良町        | 甲良町                      | 甲良町          | 甲良町 |
| 金屋村         | 金屋村         | 金屋村                    | 金屋村                    | 東甲良村                   | 東甲良村                    | 東甲良村                     | 昭和30年4月1日 甲良町        | 甲良町                      | 甲良町          | 甲良町 |
| 池寺村         | 池寺村         | 池寺村                    | 池寺村                    | 東甲良村                   | 東甲良村                    | 東甲良村                     | 昭和30年4月1日 甲良町        | 甲良町                      | 甲良町          | 甲良町 |
| 正楽寺村       | 正楽寺村       | 正楽寺村                  | 正楽寺村                  | 東甲良村                   | 東甲良村                    | 東甲良村                     | 昭和30年4月1日 甲良町        | 甲良町                      | 甲良町          | 甲良町 |
| 四手村         | 四手村         | 四手村                    | 四手村                    | 多賀村                     | 多賀村                      | 昭和16年11月3日 多賀町       | 昭和30年4月1日 多賀町        | 多賀町                      | 多賀町          | 多賀町 |
| 多賀村         | 多賀村         | 多賀村                    | 明治12年 多賀村           | 多賀村                     | 多賀村                      | 昭和16年11月3日 多賀町       | 昭和30年4月1日 多賀町        | 多賀町                      | 多賀町          | 多賀町 |
| 大尼子村       | 大尼子村       | 大尼子村                  | 明治12年 多賀村           | 多賀村                     | 多賀村                      | 昭和16年11月3日 多賀町       | 昭和30年4月1日 多賀町        | 多賀町                      | 多賀町          | 多賀町 |
| 敏満寺村       | 敏満寺村       | 敏満寺村                  | 敏満寺村                  | 多賀村                     | 多賀村                      | 昭和16年11月3日 多賀町       | 昭和30年4月1日 多賀町        | 多賀町                      | 多賀町          | 多賀町 |
| 土田村         | 土田村         | 土田村                    | 土田村                    | 多賀村                     | 多賀村                      | 昭和16年11月3日 多賀町       | 昭和30年4月1日 多賀町        | 多賀町                      | 多賀町          | 多賀町 |
| 猿木村         | 猿木村         | 猿木村                    | 猿木村                    | 多賀村                     | 多賀村                      | 昭和16年11月3日 多賀町       | 昭和30年4月1日 多賀町        | 多賀町                      | 多賀町          | 多賀町 |
| 八重練村       | 八重練村       | 八重練村                  | 八重練村                  | 久徳村                     | 久徳村                      | 昭和16年11月3日 多賀町       | 昭和30年4月1日 多賀町        | 多賀町                      | 多賀町          | 多賀町 |
| 大岡村         | 大岡村         | 大岡村                    | 大岡村                    | 久徳村                     | 久徳村                      | 昭和16年11月3日 多賀町       | 昭和30年4月1日 多賀町        | 多賀町                      | 多賀町          | 多賀町 |
| 栗栖村         | 栗栖村         | 栗栖村                    | 栗栖村                    | 久徳村                     | 久徳村                      | 昭和16年11月3日 多賀町       | 昭和30年4月1日 多賀町        | 多賀町                      | 多賀町          | 多賀町 |
| 一円村         | 一円村         | 一円村                    | 一円村                    | 久徳村                     | 久徳村                      | 昭和16年11月3日 多賀町       | 昭和30年4月1日 多賀町        | 多賀町                      | 多賀町          | 多賀町 |
| 久徳村         | 久徳村         | 久徳村                    | 久徳村                    | 久徳村                     | 久徳村                      | 昭和16年11月3日 多賀町       | 昭和30年4月1日 多賀町        | 多賀町                      | 多賀町          | 多賀町 |
| 月ノ木村       | 月ノ木村       | 月ノ木村                  | 月ノ木村                  | 久徳村                     | 久徳村                      | 昭和16年11月3日 多賀町       | 昭和30年4月1日 多賀町        | 多賀町                      | 多賀町          | 多賀町 |
| 中川原村       | 中川原村       | 中川原村                  | 中川原村                  | 久徳村                     | 久徳村                      | 昭和16年11月3日 多賀町       | 昭和30年4月1日 多賀町        | 多賀町                      | 多賀町          | 多賀町 |
| 小林村         | 小林村         | 明治7年 木曽村            | 木曽村                    | 久徳村                     | 久徳村                      | 昭和16年11月3日 多賀町       | 昭和30年4月1日 多賀町        | 多賀町                      | 多賀町          | 多賀町 |
| 曽我村         |                | 明治7年 木曽村            | 木曽村                    | 久徳村                     | 久徳村                      | 昭和16年11月3日 多賀町       | 昭和30年4月1日 多賀町        | 多賀町                      | 多賀町          | 多賀町 |
| 水谷村         | 水谷村         | 水谷村                    | 水谷村                    | 芹谷村                     | 芹谷村                      | 昭和16年11月3日 多賀町       | 昭和30年4月1日 多賀町        | 多賀町                      | 多賀町          | 多賀町 |
| 桃原村         | 桃原村         | 桃原村                    | 桃原村                    | 芹谷村                     | 芹谷村                      | 昭和16年11月3日 多賀町       | 昭和30年4月1日 多賀町        | 多賀町                      | 多賀町          | 多賀町 |
| 屏風村         | 屏風村         | 屏風村                    | 屏風村                    | 芹谷村                     | 芹谷村                      | 昭和16年11月3日 多賀町       | 昭和30年4月1日 多賀町        | 多賀町                      | 多賀町          | 多賀町 |
| 後谷村         | 後谷村         | 後谷村                    | 後谷村                    | 芹谷村                     | 芹谷村                      | 昭和16年11月3日 多賀町       | 昭和30年4月1日 多賀町        | 多賀町                      | 多賀町          | 多賀町 |
| 向之倉村       | 向之倉村       | 向之倉村                  | 向之倉村                  | 芹谷村                     | 芹谷村                      | 昭和16年11月3日 多賀町       | 昭和30年4月1日 多賀町        | 多賀町                      | 多賀町          | 多賀町 |
| 甲頭倉村       | 甲頭倉村       | 甲頭倉村                  | 甲頭倉村                  | 芹谷村                     | 芹谷村                      | 昭和16年11月3日 多賀町       | 昭和30年4月1日 多賀町        | 多賀町                      | 多賀町          | 多賀町 |
| 河内村         | 河内村         | 河内村                    | 河内村                    | 芹谷村                     | 芹谷村                      | 昭和16年11月3日 多賀町       | 昭和30年4月1日 多賀町        | 多賀町                      | 多賀町          | 多賀町 |
| 今畑村         | 今畑村         | 明治7年 霊仙村            | 霊仙村                    | 芹谷村                     | 芹谷村                      | 昭和16年11月3日 多賀町       | 昭和30年4月1日 多賀町        | 多賀町                      | 多賀町          | 多賀町 |
| 落合村         |                | 明治7年 霊仙村            | 霊仙村                    | 芹谷村                     | 芹谷村                      | 昭和16年11月3日 多賀町       | 昭和30年4月1日 多賀町        | 多賀町                      | 多賀町          | 多賀町 |
| 入谷村         |                | 明治7年 霊仙村            | 霊仙村                    | 芹谷村                     | 芹谷村                      | 昭和16年11月3日 多賀町       | 昭和30年4月1日 多賀町        | 多賀町                      | 多賀町          | 多賀町 |
| 藤瀬村         | 藤瀬村         | 藤瀬村                    | 藤瀬村                    | 大滝村                     | 大滝村                      | 大滝村                       | 昭和30年4月1日 多賀町        | 多賀町                      | 多賀町          | 多賀町 |
| 川相村         | 川相村         | 川相村                    | 川相村                    | 大滝村                     | 大滝村                      | 大滝村                       | 昭和30年4月1日 多賀町        | 多賀町                      | 多賀町          | 多賀町 |
| 一ノ瀬村       | 一ノ瀬村       | 一ノ瀬村                  | 一ノ瀬村                  | 大滝村                     | 大滝村                      | 大滝村                       | 昭和30年4月1日 多賀町        | 多賀町                      | 多賀町          | 多賀町 |
| 仏ヶ後村       | 仏ヶ後村       | 仏ヶ後村                  | 仏ヶ後村                  | 大滝村                     | 大滝村                      | 大滝村                       | 昭和30年4月1日 多賀町        | 多賀町                      | 多賀町          | 多賀町 |
| 大杉村         | 大杉村         | 大杉村                    | 大杉村                    | 大滝村                     | 大滝村                      | 大滝村                       | 昭和30年4月1日 多賀町        | 多賀町                      | 多賀町          | 多賀町 |
| 樋田村         | 樋田村         | 樋田村                    | 樋田村                    | 大滝村                     | 大滝村                      | 大滝村                       | 昭和30年4月1日 多賀町        | 多賀町                      | 多賀町          | 多賀町 |
| 萱原村         | 萱原村         | 萱原村                    | 萱原村                    | 大滝村                     | 大滝村                      | 大滝村                       | 昭和30年4月1日 多賀町        | 多賀町                      | 多賀町          | 多賀町 |
| 楢崎村         | 楢崎村         | 楢崎村                    | 楢崎村                    | 大滝村                     | 大滝村                      | 大滝村                       | 昭和30年4月1日 多賀町        | 多賀町                      | 多賀町          | 多賀町 |
| 小原村         | 小原村         | 小原村                    | 小原村                    | 大滝村                     | 大滝村                      | 大滝村                       | 昭和30年4月1日 多賀町        | 多賀町                      | 多賀町          | 多賀町 |
| 霜ヶ原村       | 一部を除く     | 霜ヶ原村                  | 霜ヶ原村                  | 大滝村                     | 大滝村                      | 大滝村                       | 昭和30年4月1日 多賀町        | 多賀町                      | 多賀町          | 多賀町 |
| 霜ヶ原村       | 一部           | 明治7年 分立 壷村         | 壷村                      | 大滝村                     | 大滝村                      | 大滝村                       | 昭和30年4月1日 多賀町        | 多賀町                      | 多賀町          | 多賀町 |
| 南後谷村       | 南後谷村       | 南後谷村                  | 南後谷村                  | 大滝村                     | 大滝村                      | 大滝村                       | 昭和30年4月1日 多賀町        | 多賀町                      | 多賀町          | 多賀町 |
| 佐目村         | 佐目村         | 佐目村                    | 佐目村                    | 大滝村                     | 大滝村                      | 大滝村                       | 昭和30年4月1日 多賀町        | 多賀町                      | 多賀町          | 多賀町 |
| 大君ヶ畑村     | 大君ヶ畑村     | 大君ヶ畑村                | 大君ヶ畑村                | 大滝村                     | 大滝村                      | 大滝村                       | 昭和30年4月1日 多賀町        | 多賀町                      | 多賀町          | 多賀町 |
| 富之尾村       | 富之尾村       | 富之尾村                  | 富之尾村                  | 大滝村                     | 大滝村                      | 大滝村                       | 昭和30年4月1日 多賀町        | 多賀町                      | 多賀町          | 多賀町 |
| 杉村           | 杉村           | 杉村                      | 杉村                      | 脇ヶ畑村                   | 脇ヶ畑村                    | 脇ヶ畑村                     | 昭和30年4月1日 多賀町        | 多賀町                      | 多賀町          | 多賀町 |
| 保月村         | 保月村         | 保月村                    | 保月村                    | 脇ヶ畑村                   | 脇ヶ畑村                    | 脇ヶ畑村                     | 昭和30年4月1日 多賀町        | 多賀町                      | 多賀町          | 多賀町 |
| 五僧村         | 五僧村         | 五僧村                    | 五僧村                    | 脇ヶ畑村                   | 脇ヶ畑村                    | 脇ヶ畑村                     | 昭和30年4月1日 多賀町        | 多賀町                      | 多賀町          | 多賀町 |
| 安食西村       | 安食西村       | 安食西村                  | 安食西村                  | 豊郷村                     | 豊郷村                      | 豊郷村                       | 昭和31年9月30日 豊郷村       | 昭和46年2月11日 町制 豊郷町 | 豊郷町          | 豊郷町 |
| 安食南村       | 安食南村       | 安食南村                  | 安食南村                  | 豊郷村                     | 豊郷村                      | 豊郷村                       | 昭和31年9月30日 豊郷村       | 昭和46年2月11日 町制 豊郷町 | 豊郷町          | 豊郷町 |
| 安食南村       | 安食南村       | 明治7年 分立 三ツ池村     | 三ツ池村                  | 豊郷村                     | 豊郷村                      | 豊郷村                       | 昭和31年9月30日 豊郷村       | 昭和46年2月11日 町制 豊郷町 | 豊郷町          | 豊郷町 |
| 四十九院村     | 四十九院村     | 四十九院村                | 四十九院村                | 豊郷村                     | 豊郷村                      | 豊郷村                       | 昭和31年9月30日 豊郷村       | 昭和46年2月11日 町制 豊郷町 | 豊郷町          | 豊郷町 |
| 石畑村         | 石畑村         | 石畑村                    | 石畑村                    | 豊郷村                     | 豊郷村                      | 豊郷村                       | 昭和31年9月30日 豊郷村       | 昭和46年2月11日 町制 豊郷町 | 豊郷町          | 豊郷町 |
| 八目村         | 八目村         | 八目村                    | 八目村                    | 豊郷村                     | 豊郷村                      | 豊郷村                       | 昭和31年9月30日 豊郷村       | 昭和46年2月11日 町制 豊郷町 | 豊郷町          | 豊郷町 |
| 雨降野村       | 雨降野村       | 雨降野村                  | 雨降野村                  | 豊郷村                     | 豊郷村                      | 豊郷村                       | 昭和31年9月30日 豊郷村       | 昭和46年2月11日 町制 豊郷町 | 豊郷町          | 豊郷町 |
| 八町村         | 八町村         | 八町村                    | 八町村                    | 豊郷村                     | 豊郷村                      | 豊郷村                       | 昭和31年9月30日 豊郷村       | 昭和46年2月11日 町制 豊郷町 | 豊郷町          | 豊郷町 |
| 愛知郡吉田村   | 愛知郡吉田村   | 愛知郡吉田村              | 愛知郡吉田村              | 愛知郡 日枝村              | 愛知郡日枝村                | 愛知郡日枝村                 | 昭和31年9月30日 豊郷村       | 昭和46年2月11日 町制 豊郷町 | 豊郷町          | 豊郷町 |
| 愛知郡上枝村   | 愛知郡上枝村   | 愛知郡上枝村              | 愛知郡上枝村              | 愛知郡 日枝村              | 愛知郡日枝村                | 愛知郡日枝村                 | 昭和31年9月30日 豊郷村       | 昭和46年2月11日 町制 豊郷町 | 豊郷町          | 豊郷町 |
| 愛知郡下枝村   | 愛知郡下枝村   | 愛知郡下枝村              | 愛知郡下枝村              | 愛知郡 日枝村              | 愛知郡日枝村                | 愛知郡日枝村                 | 昭和31年9月30日 豊郷村       | 昭和46年2月11日 町制 豊郷町 | 豊郷町          | 豊郷町 |
| 愛知郡高野瀬村 | 愛知郡高野瀬村 | 愛知郡高野瀬村            | 愛知郡高野瀬村            | 愛知郡 日枝村              | 愛知郡日枝村                | 愛知郡日枝村                 | 昭和31年9月30日 豊郷村       | 昭和46年2月11日 町制 豊郷町 | 豊郷町          | 豊郷町 |
| 愛知郡高野瀬村 | 愛知郡高野瀬村 | 明治7年 分立 愛知郡大町村 | 愛知郡大町村              | 愛知郡 日枝村              | 愛知郡日枝村                | 愛知郡日枝村                 | 昭和31年9月30日 豊郷村       | 昭和46年2月11日 町制 豊郷町 | 豊郷町          | 豊郷町 |
| 愛知郡沢村     | 愛知郡沢村     | 愛知郡沢村                | 愛知郡沢村                | 愛知郡 日枝村              | 愛知郡日枝村                | 愛知郡日枝村                 | 昭和31年9月30日 豊郷村       | 昭和46年2月11日 町制 豊郷町 | 豊郷町          | 豊郷町 |

## 出身有名人
古代
- 犬上御田鍬 - 豪族、官吏、外交官（遣隋使、遣唐大使）。

中世
- 尼子詮久 - 武将、土豪、近江国守護代。尼子郷生まれ。
- 尼子持久 - 武将、土豪、官吏（出雲国守護代）。
- 多賀高忠 - 戦国武将、室町幕府京都所司代。
- 藤堂虎高 - 戦国武将、土豪。
- 藤堂高則 - 戦国武将、土豪。
- 藤堂高虎 - 戦国武将、土豪、大名。
- 甲良宗広 - 大工。

近世
- 絹屋半兵衛（伊藤半兵衛） - 陶芸家、商人。外船町（そとふなまち。現・彦根市船町）生まれ[16]。
- 桜川大龍 - 江州音頭宗家。
- 井伊直弼 - 大名、江戸幕府大老。
- 日下部鳴鶴 - 書家、彦根藩士、政治家（太政官等）。彦根城下生まれ。
- 初代 伊藤忠兵衛 - 商人、実業家。
- 六代目 伊藤長兵衛 - 実業家。

近現代
- 横山運平 - 俳優。
- 二代目 伊藤忠兵衛 - 実業家。
- 夏原平次郎 - 実業家。
- 団鬼六 - 小説家、脚本家、演出家。
- 田原総一朗 - ジャーナリスト、評論家、ニュースキャスター。
- 藤木てるみ - 漫画家。
- 大野和三郎（おおの・わさぶろう） - 政治家（元豊郷町長）。1955年（昭和30年）豊郷村生まれ。
- ねこしたPONG（犬上利一） - 漫画家。
- 岡野弘文 - 実業家（エキセントリックデザイン株式会社社長）。1975年（昭和50年）豊郷町生まれ。
- 西川純司 - 元プロ野球選手。
- 則本昂大 - プロ野球選手。多賀町出身。

## 行政
歴代郡長
| 代 | 氏名 | 就任年月日                | 退任年月日                | 備考                   |
| -- | ---- | ------------------------- | ------------------------- | ---------------------- |
| 1  |      | 明治12年（1879年）5月16日 |                           |                        |
|    |      |                           | 大正15年（1926年）6月30日 | 郡役所廃止により、廃官 |